# JR 후지노모리역
JR 후지노모리 역(일본어: JR藤森駅, じぇいあーるふじのもりえき 제이아루 후지노모리에키[*])은 일본 교토부 교토시 후시미구에 있는 서일본 여객철도의 철도역이다.
후시미 구 남부에 위치해 있으며, 가마쿠라 시대부터 후지노모리라 불리었으며, 역 가까이에는 지명의 유래로 오래된 신사인 후지노모리 신사가 있어, "후지노모리"라는 지명을 역명으로 채용하였다. 다만, 게이한 본선 후지노모리 역과의 구분을 위해 "JR"을 붙였다. JR이라는 표기를 붙이는 것은 서일본 여객철도가 유일하며, 다른 JR 각사에서는 쓰지 않는다.

## 역 구조
상대식 승강장으로 2면 2선의 지상역이다. 교상역사(선상역사)를 가지고 있다. 교토 방면 복선·우지 방면 단선이 있는 교행 가능역으로, 교토에서 온 열차는 여기서부터 단선 구간으로 진입한다. 우지 역의 관할에 있으며, 역 업무는 서일본 여객철도 교통 서비스에 위탁되어 있다. 초록 창구는 설치되어 있지 않으며, 창구에서의 발권은 POS 단말기에 의해 처리된다. 이코카 및 제휴 교통카드의 사용이 가능하다. 서일본 여객철도의 특정도구시내 제도에 따른 교토 시내 구역에 속해 있다.

### 승강장
| 1 | ■ 나라 선 | 교토 방면      |
| 2 | ■ 나라 선 | 우지·나라 방면 |

## 역세권 정보
- 교토 교육대학
- 후지노모리 신사

## 역사
- 1997년 3월 8일 - 나라 선 이나리 역 ~ 모모야마 역 사이에 개업하였다.
- 2003년 11월 1일 - 이코카의 사용이 개시되었다.

## 인접역
| 서일본 여객철도  | 서일본 여객철도 | 서일본 여객철도    |
| ---------------- | --------------- | ------------------ |
| 이나리 교토 방면 | ■ 나라 선 보통  | 모모야마 나라 방면 |